# Cheeta (chimpanzé)
Cheeta (às vezes descrito como Cheetah, Cheta ou Chita) foi um chimpanzé ator, personagem de inúmeros filmes de Hollywood, principalmente os filmes da série Tarzan dos anos 1930 e 1940, ao lado de Johnny Weissmuller e Maureen O'Sullivan, e da série de televisão da década de 1960.
Cheeta protagonizava uma fêmea, porém o chimpanzé era um macho.
Morreu no dia 24 de dezembro de 2011, aos 80 anos de idade, na Flórida, nos Estados Unidos. O macaco passou seus últimos dias no The Suncoast Primate Sanctuary de Palm Harbor, no estado da Flórida, onde foi tratado antes de morrer por conta de problemas renais.
Em 1991, foi criada a Fundação C.H.E.E.T.A. (do inglês Creative Habitats and Enrichment for Endangered and Threatened Apes), que tem como símbolo o chimpanzé ator Cheeta, com a intenção de cuidar de todos os macacos aposentados que foram envolvidos na indústria do entretenimento (show business).
Alguns especialistas e pessoas ligadas ao show business questionaram a veracidade do fato do chimpanzé ter morrido com 80 anos de idade, pois acreditam que isso é algo improvável para a espécie.
No Brasil, Cheeta foi homenageado batizando a Bala Chita, um doce criado em 1945 por um fã dos filmes de Tarzan.